# Phelister haemorrhous
Phelister haemorrhous är en skalbaggsart som beskrevs av Sylvain Auguste de Marseul 1853. Phelister haemorrhous ingår i släktet Phelister och familjen stumpbaggar. Inga underarter finns listade i Catalogue of Life.